# Dieter Gantz

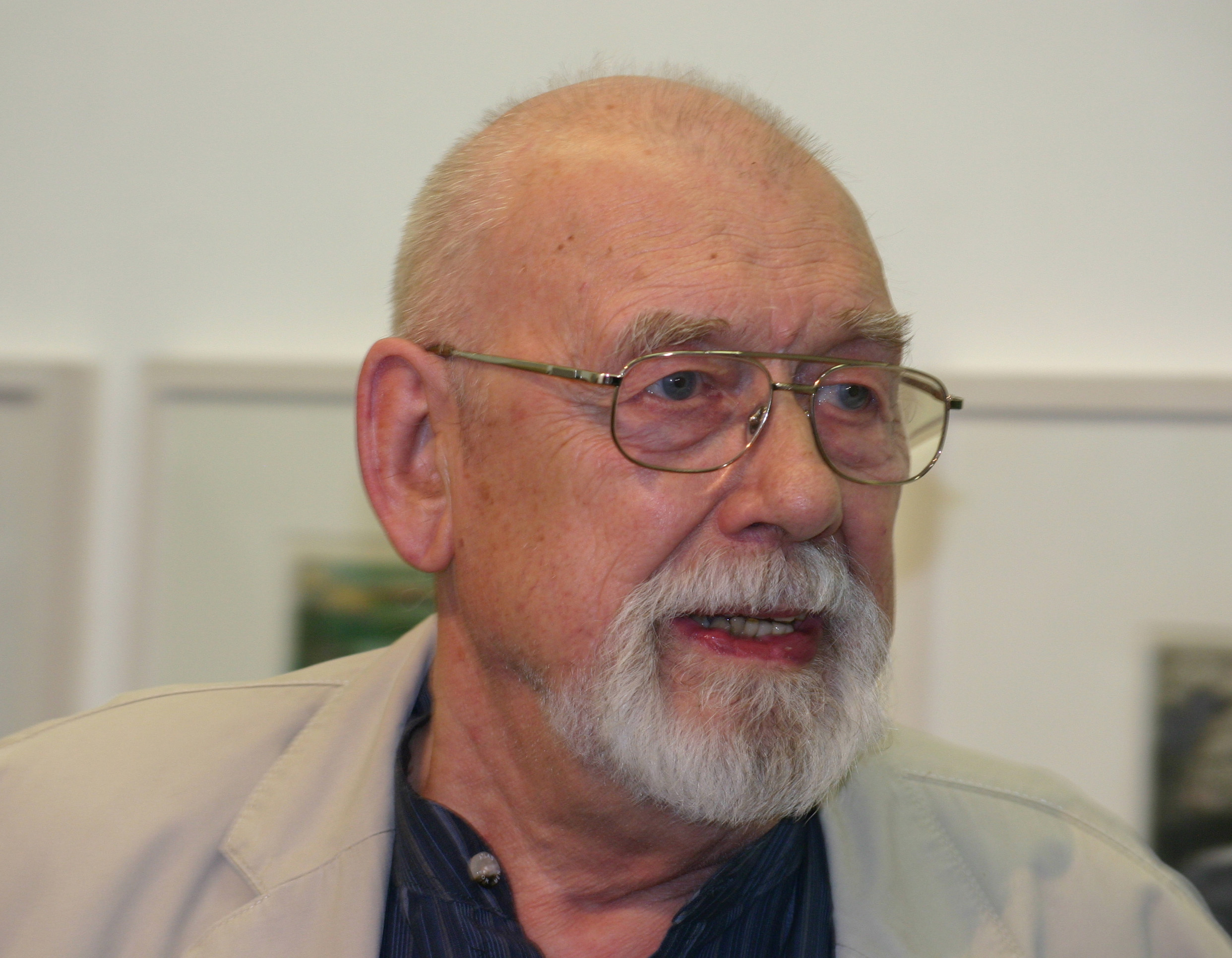
Dieter Gantz, 2013

Dieter Gantz (* 1. November 1932 in Reideburg; † 15. Januar 2018) war ein deutscher Maler, Grafiker und Professor.

## Leben
1951 legte Dieter Gantz sein Abitur in den Franckeschen Stiftungen in Halle (Saale) ab. Danach studierte er bis 1957 Malerei an der Berliner Hochschule für bildende und angewandte Kunst, vor allem bei Kurt Robbel, Bert Heller, Arno Mohr und Toni Mau. Zu seinen Kommilitonen gehörte Karl-Heinz Westenburger, mit dem er bis zu dessen Ableben befreundet war. 1954 hatte er mit ihm einen Studienaufenthalt bei der Wismut AG in Johanngeorgenstadt. Von 1957 bis 1980 arbeitete Gantz in Berlin als freischaffender Künstler. 1960/1961 machte er noch einmal ein Studium an der Berliner Hochschule der Künste bei Rudolf Bednarczik.
1980 wurde er als Hochschullehrer an die Kunsthochschule Berlin-Weißensee berufen. Ab 1988 war er Professor, von 1991 bis zur Emeritierung 1998 hatte er eine ordentliche Professur.
Gantz war bis 1990 Mitglied des Verbandes Bildender Künstler der DDR, ab 1970 als stellvertretender Vorsitzender der Bezirksorganisation Berlin. In dieser Funktion unterzeichnete er 1989 eine Erklärung mit, die Unverständnis über das Unvermögen der Partei- und Staatsführung ausdrückte und zum Gewaltverzicht aufrief.
Gantz hatte in der DDR eine bedeutende Zahl von Einzelausstellungen und Ausstellungsbeteiligungen, u. a. von 1972 bis 1987 auf der VII. bis X. Kunstausstellung der DDR in Dresden. Er hatte auch Ausstellungen nach der deutschen Wiedervereinigung bis 2014. 
Studienreisen führten ihn unter anderem nach Russland, Finnland, Holland, Kroatien, Italien, Schweden und Belgien. Dieter Gantz lebte und arbeitete in Berlin.

## Ehrungen in der DDR
- 1974 Goethepreis der Stadt Berlin
- 1976 Banner der Arbeit
- 1978 Vaterländischer Verdienstorden in Bronze
- 1985 Kunstpreis der DDR

## Werke (Auswahl)

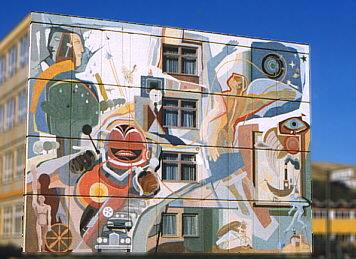
„Das Rad“ Schulgiebel in Berlin-Marzahn, Parsteiner Ring 1986

Berlin-Pankow, Berliner Str.1 1987 „Pankower Marktleben“

### Tafelbilder
- 1957 Alte Häuser, Weißensee (Öl)
- 1980 Das Schwitzbad (Gouache auf Pappe)
- 1987 Hommage à Carl Hofer (Öl auf Leinwand)
- 1987 Das Paar (Öl)
- 1988 Rekonstruktion Berlin-Prenzlauer Berg (Öl auf Leinwand)
- 1990 Berliner Landschaft (Öl auf Leinwand)

- 2004 Erinnerung Schacht 1, Johanngeorgenstadt  (Eitempera auf Leinwand; Sammlung Erzgebirgische Landschaftskunst, Oelsnitz)[3]
- 2006 Spinnmühle Schlettau (Öl und Tempera auf Leinwand; Sammlung Erzgebirgische Landschaftskunst, Oelsnitz)[3]

- 2007 Atelier (Öl)

### Baugebundene Arbeiten
- 1962, 1963, 1964 Wandbilder für Oberschulen in Frankfurt (Oder), Berlin-Treptow und Berlin-Lichtenberg
- 1971 Der Mensch und das Meer, Glasbetonwände im Berliner Restaurant „Gastmahl des Meeres“ (mit Hans Vent und Rolf Lindemann, 1992 demontiert, heute im Besitz eines privaten Sammlers, gelagert in Berlin-Frohnau, wartet auf Wiederaufbau im öffentlichen Raum von Berlin).[4]
- 1976 Glück und Frieden unseren Kindern, Giebelwandgestaltung eines Plattenbaus in der Landsberger Allee, Email, (mit Rolf Schubert)
- 1986 Das Rad, Giebelwandgestaltung für eine Oberschule in Berlin-Marzahn
- 1987 Pankower Marktleben, Giebelmalerei am Wochenmarkt Pankow

### Entwürfe für Gobelins
- Zu Dramen von Bertolt Brecht (4 × 6,20 m, 1966/1967; Ausführung in der Textilmanufaktur Halle unter Leitung von Ilse-Maria Krause; Festsaal der DDR-Botschaft, heute Deutsche Botschaft Budapest)[5]

- 1976 Winterlandschaft mit Jagdmotiven (1,98 × 3,83 m; vormals Lindenrestaurant des Palasts der Republik in Berlin)[6]
- 1983 Prometheus, Berliner Palasthotel (verschollen)

## Ausstellungen seit der deutschen Wiedervereinigung (Auswahl)
- 1999 Märkisches Museum (Berlin)
- 2010 degewo-Remise, Berlin-Pankow[7]
- 2010 Galerie 100, Berlin
- 2011 Galerie Bernau
- 2014 Solitaire-Galerie, Berlin